# Louis-Marie Ling Mangkhanekhoun

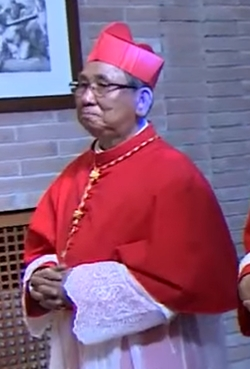
Louis-Marie Ling Kardinal Mangkhanekhoun (2017)

Kardinalswappen

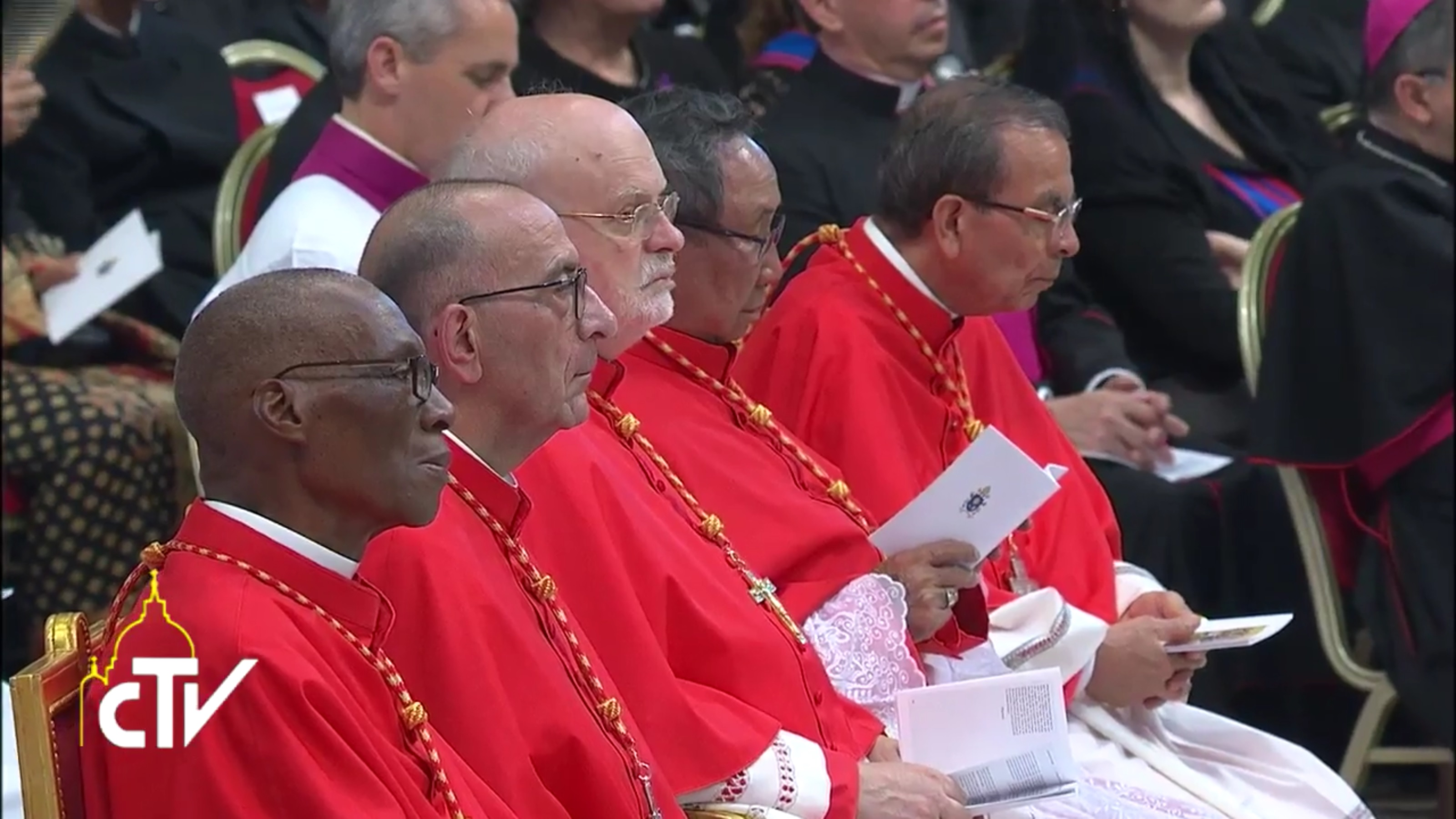
Louis-Marie Ling Kardinal Mangkhanekhoun (2. von rechts, Juni 2017)

Louis-Marie Ling Kardinal Mangkhanekhoun (* 8. April 1944 in Bonha Louang, Laos) ist ein laotischer Geistlicher, römisch-katholischer Bischof und emeritierter Apostolischer Vikar von Vientiane.

## Leben
Louis-Marie Ling Mangkhanekhoun gehört der ethnischen Minderheit der Khmu an, einem „Bergvolk“ in Nordlaos und in den angrenzenden Gebieten im Süden Chinas. Sie gilt als die sozial niedrigste Bevölkerungsgruppe in Laos. Er studierte Philosophie und Theologie am Seminar des Säkularinstituts „Voluntas Dei Institute“ im kanadischen Bistum Edmundston und empfing am 5. November 1972 die Priesterweihe.
Am 30. Oktober 2000 wurde er als Nachfolger von Thomas Khamphan zum Apostolischen Vikar von Paksé in Südlaos und zum Titularbischof von Aquae Novae in Proconsulari ernannt. Die Bischofsweihe spendete ihm Jean Khamsé Vithavong OMI, Apostolischer Vikar von Vientiane, am 22. April 2001; Mitkonsekratoren waren Jean Sommeng Vorachak, Apostolischer Vikar von Savannakhet, und Pierre-Antonio-Jean Bach MEP, emeritierter Apostolischer Vikar von Savannakhet.
Seit 2009 ist Louis-Marie Ling Mangkhanekhoun auch Vorsitzender der Bischofskonferenz von Laos und Kambodscha. 
Am 10. April 2010 weihte er selbst Jean Marie Prida Inthirath, den Vikar von Savannakhet, in Thakhek zum Bischof.
Im Konsistorium vom 28. Juni 2017 nahm ihn Papst Franziskus als Kardinalpriester mit der Titelkirche San Silvestro in Capite in das Kardinalskollegium auf. Die Besitzergreifung der Titelkirche fand am 22. April des folgenden Jahres statt. Am 4. Oktober 2017 ernannte ihn Papst Franziskus zum Mitglied der Kongregation für die Evangelisierung der Völker.
Am 17. Dezember 2017 ernannte ihn der Papst zum Apostolischen Vikar von Vientiane, nachdem er dieses Apostolische Vikariat schon während der seit dem 2. Februar 2017 dauernden Sedisvakanz als Apostolischer Administrator verwaltet hatte.
Am 23. Dezember 2017 ernannte ihn der Papst zum Mitglied des Dikasteriums für die ganzheitliche Entwicklung des Menschen und am 8. Juli 2020 zudem zum Mitglied des Päpstlichen Rates für den Interreligiösen Dialog.
Am 23. Dezember 2024 nahm der Papst sein Rücktrittsgesuch vom Amt des Apostolischen Vikar an. Die Verwaltung des Apostolischen Vikariats Luang Prabang, dessen Apostolischer Administrator er seit dem 30. November 2019 ist, übt er weiterhin aus.
Sein Cousin, Luc Sy, ist seit Dezember 2016 Seliger der römisch-katholischen Kirche. Als einer von 17 Geistlichen fiel er im Alter von 32 Jahren dem kommunistischen Regime in Laos zum Opfer.